# Annabel Lee

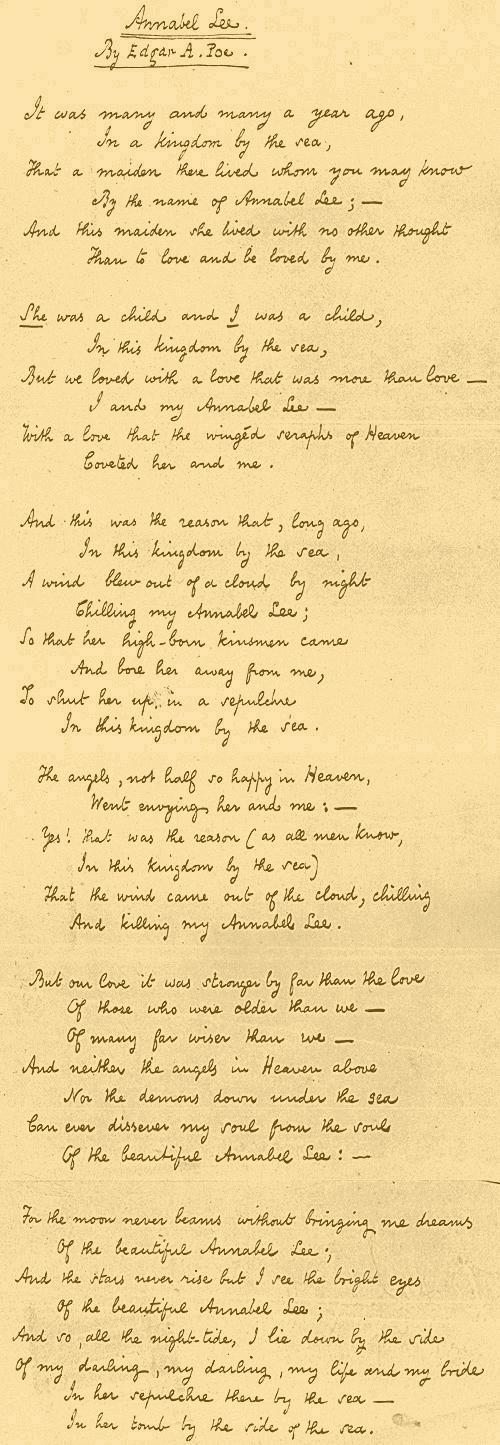
Manoscritto originale della poesia Annabel Lee, risalente al maggio 1849
(oggi conservata alla prestigiosa "Biblioteca di libri rari e manoscritti" della Columbia University)

Annabel Lee è l'ultima poesia completa di Edgar Allan Poe, scritta nel 1849, anno della morte dello scrittore statunitense, e pubblicata l'anno seguente, nel 1850, come postuma. 
In questa lirica, con le classiche tinte gotiche di Poe, quest'ultimo descrive il suo amore, dalla prima infanzia fino alla maturità, per la misteriosa "Annabel Lee", da cui deriva il titolo della poesia, e probabilmente riconducibile alla moglie dello scrittore, Virginia Eliza Clemm, morta prematuramente. Infatti il componimento narra il loro tenero amore fino alla tragica morte di lei, ma anche di come essi siano così legati da vincere anche la separazione terrena, tanto da fare invidia agli dei, e da infine ricongiungersi per l'eternità altrove (luogo però da non confondere con il Paradiso cristiano, visto il materialismo del poeta, con una particolare visione vitalistica comunque diversa dalla religione tradizionale).

## Testo
In a kingdom by the sea,

That a maiden there lived whom you may know

By the name of Annabel Lee;

And this maiden she lived with no other thought

Than to love and be loved by me.

I was a child and she was a child,

In this kingdom by the sea,

But we loved with a love that was more than love—

I and my Annabel Lee—

With a love that the wingèd seraphs of Heaven

Coveted her and me.

And this was the reason that, long ago,

In this kingdom by the sea,

A wind blew out of a cloud, chilling

My beautiful Annabel Lee;

So that her highborn kinsmen came

And bore her away from me,

To shut her up in a sepulchre

In this kingdom by the sea.

The angels, not half so happy in Heaven,

Went envying her and me—

Yes!—that was the reason (as all men know,

In this kingdom by the sea)

That the wind came out of the cloud by night,

Chilling and killing my Annabel Lee.

But our love it was stronger by far than the love

Of those who were older than we—

Of many far wiser than we—

And neither the angels in Heaven above

Nor the demons down under the sea

Can ever dissever my soul from the soul

Of the beautiful Annabel Lee;

For the moon never beams, without bringing me dreams

Of the beautiful Annabel Lee;

And the stars never rise, but I feel the bright eyes

Of the beautiful Annabel Lee;

And so, all the night-tide, I lie down by the side

Of my darling—my darling—my life and my bride,

In her sepulchre there by the sea—

In her tomb by the sounding sea.»
in un regno vicino al mare,

viveva una fanciulla che potete chiamare

col nome di Annabel Lee;

aveva quella fanciulla un solo pensiero:

amare ed essere amata da me.

Io fanciullo, e lei fanciulla,

in quel regno vicino al mare:

ma ci amavamo d’amore ch’era altro che amore,

io e la mia Annabel Lee;

di tanto amore i serafini alati del cielo

invidiavano lei e me.

E proprio per questo, molto molto tempo fa,

in quel regno vicino al mare,

uscì un gran vento da una nuvola e raggelò

la mia bella Annabel Lee;

e così giunsero i nobili suoi genitori

e la portarono lontano da me,

per chiuderla dentro una tomba

in quel regno vicino al mare.

Gli angeli, molto meno felici di noi, in cielo,

invidiavano lei e me:

e fu proprio per questo (come sanno tutti

in quel regno vicino al mare),

che, di notte, un gran vento uscì dalle nubi,

raggelò e uccise la mia Annabel Lee.

Ma il nostro amore era molto, molto più saldo

dell’amore dei più vecchi di noi

(e di molti di noi assai più saggi):

né gli angeli, in cielo, lassù,

né i demoni, là sotto, in fondo al mare

mai potranno separare la mia anima

dall’anima di Annabel Lee.

Mai, infatti, la luna risplende ch’io non sogni

la bella Annabel Lee:

né mai sorgono le stelle ch’io non veda

splendere gli occhi della bella Annabel Lee,

e così, per tutta la notte, giaccio a fianco

del mio amore: il mio amore, la mia vita,

la mia sposa, nella sua tomba, là vicino al mare,

nel suo sepolcro, sulla sponda del mare.»

## Storia

### Pubblicazione
(Edgar Allan Poe, ne La filosofia della composizione, parlando della perdita della moglie)
La poesia fu composta probabilmente nel maggio del 1849, a pochi mesi dalla morte dell'autore. Poe si assicurò che la poesia venisse stampata, prima che morisse: perciò ne offrì una copia a Rufus Wilmot Griswold, suo esecutore del testamento. Griswold fu il primo a pubblicare la poesia solo localmente, il 9 ottobre 1849 (appena 2 giorni dopo la morte di Poe) e poi nel mondo l'anno seguente la morte di Poe, il 1850, come postuma, sul New-York Tribune.

### Traduzione più famosa
Nel 1925 lo scrittore portoghese Fernando Pessoa tradusse The Raven, ossia Il corvo,e codesta Annabel Lee, due dei più celebri capolavori poetici di Edgar Allan Poe. pubblicandoli entrambi sul primo volume di “Athena” – Revista de Arte. L’intenzione era quella di proporre una versione, a dir suo, "ritmicamente e metricamente più conforme all’originale", offrendo al pubblico "le sensazioni, i suoni, le tensioni della poesia in lingua inglese." In seguito, tra il 1926 e il 1928, Pessoa avrebbe tradotto anche Ulalume e Ligeia.

## Analisi
(Il critico letterario James A. Willis parlando dell'Annabel Lee di Edgar Allan Poe)

### Struttura poetica
Annabel Lee è una poesia composta da sei strofe di metrica irregolare: tre con sei versi, una con sette e due con otto, con lo schema delle rime diverso in ciascuna.
Nonostante Annabel Lee non sia, secondo le regole della metrica, una ballata, l'autore l'ha sempre considerata come tale, citandola come ballad ("ballata", appunto) in diverse sue lettere.
Di particolare importanza è il nome stesso della misteriosa donna amata, nonché dell'intera lirica "Annabel Lee": infatti in esso è evidente l’allitterazione del suono «L», molto frequente in tutta l'opera dello scrittore, tanto che diversi suoi personaggi femminili possiedono una o più lettere "l" nel nome (basti pensare alle poesie Lenore, Ulalume e Eulalie, e ai racconti Morella e Ligeia).

### Significato e commento
La poesia si concentra su un amore ideale di straordinaria intensità, tra un uomo innamorato, l'io narrante, corrispondente probabilmente all'autore Edgar Allan Poe, e una bella donna di nome "Annabel Lee", riconducibile all'amatissima moglie di Poe, Virginia Eliza Clemm la quale lo scrittore idolatrava più di chiunque altro e considerava sua musa ispiratrice per numerose opere, e che, quando morì prematuramente di tubercolosi a soli 24 anni, gettò in una profonda depressione l'autore.
Il narratore ammette che entrambi erano bambini quando si innamorano, ma la spiegazione della morte della donna dovuta agli angeli è infantile, incantata, e suggerisce al lettore che il poeta non sia poi così cresciuto da allora.
A differenza de Il corvo, poesia a sfumature horror in cui il narratore crede che non si riunirà mai più col suo amore, in questa poesia egli sostiene che entrambi gli innamorati staranno di nuovo insieme, dal momento che nemmeno "i demoni dentro il profondo mare mai potran separare la mia anima dall'anima della bella Annabel Lee".

## Accoglienza

### Nella cultura di massa
La fortuna di Annabel Lee è stata enorme, sin dal decennio della sua pubblicazione nel 1850: infatti, per esempio, con questo titolo, è stata la prima canzone in assoluto scritta dal cantautore italiano Claudio Baglioni, a soli 16 anni.
La singola Annabel Lee è stata la principale fonte d'ispirazione per Vladimir Nabokov in tuttala sua opera, soprattutto per il suo romanzo Lolita, del 1955, nel quale il protagonista, da bambino, si innamora della malata terminale Annabel Leigh "in un principato in riva al mare".